# Elle Bishop

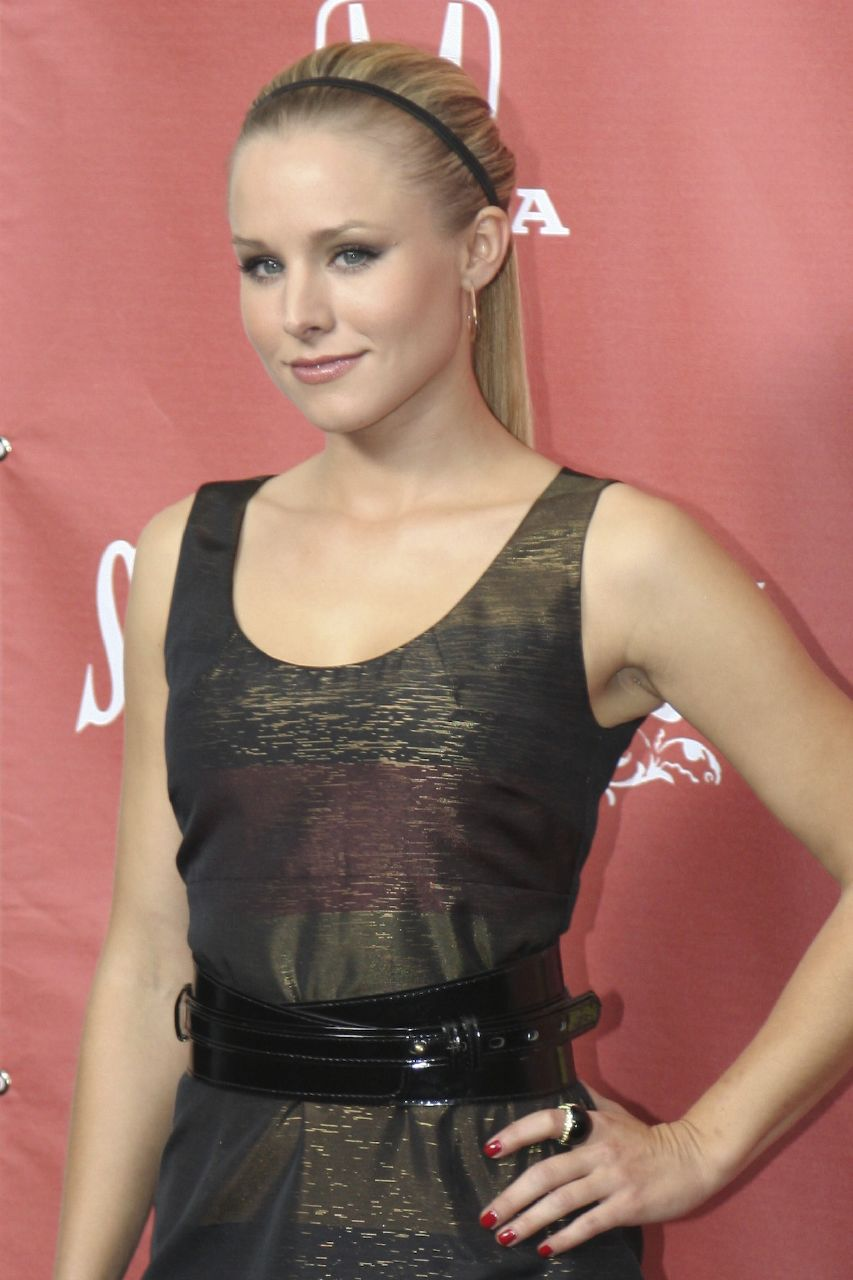
Actora Kristen Bell

Elle Bishop es uno de los personajes principales de la serie de ciencia ficción Héroes, creada por Tim Kring, que trata de la relación entre varias personas con habilidades especiales que se unen para proteger al mundo.
Elle Bishop tiene el poder de la manipulación eléctrica, es decir, la capacidad de controlar, generar y absorber campos eléctricos. El personaje es interpretado por Kristen Bell.

## Perfil
Elle Bishop es un personaje ficticio de la serie Héroes de la NBC , Kristen Bell es la encargada de darle vida a la antagonista de la serie en la segunda y tercera temporada, muere a manos de Sylar en el volumen 3.

## Historia

### Generaciones
Elle hace su primera aparición en el capítulo Fight or flight, donde se encuentra en los muelles de Cork Irlanda, hablando con Will acerca del contenedor donde estaba Peter. Cuando Will pregunta, por qué está tan interesada en él, Elle le dice que ella trabaja para una Compañía, y que están interesados en la búsqueda de Peter, ya que es muy peligroso. Will le informa que Peter está en la taberna Wandering Rocks y Will pregunta que si Peter es tan peligroso, por qué envían a una niña pequeña como ella a buscarlo. Elle se va y dice para ella, "puedo cuidarme yo sola".
Más tarde en Wandering Rocks le muestra la fotografía de Peter a Ricky y le pregunta si lo ha visto. Él dice que no a Elle y ella no convencida le dice: "O usted está mintiendo o están mintiendo todos los demás, muy difícil saber quién es". Ricky sigue negándose a aceptar que él ha visto a Peter, Elle finge salir. Ella camina hacia la puerta y con su poder derrite la cerradura y a continuación envía un rayo de electricidad a Ricky.
Más tarde, en su automóvil, Elle contesta a su móvil. Ella le dice a la persona en la línea, que en efecto, Peter está en Irlanda y que ya está cerca de él. La persona le preguntan qué "métodos" utilizó, y ella admite el asesinato de Ricky, y dijo: "era sólo un tipo". La persona al otro lado no se alegra de esto y de inmediato le dice que vuelva a casa. Ella se enoja por eso y promete que ya no va a matar a nadie pero la otra persona sigue firme en su decisión y Elle termina la conversación diciendo "Lo siento, papá", y cuelga.
En el capítulo Four Months Ago, un episodio que muestra lo que ocurrió en los cuatro meses anteriores al estreno de la segunda temporada, muestran a Peter cuando es admitido en la instalación de la Compañía, le cortan el pelo y Elle le da a tomar lo que ella llama "píldoras Haitianas" para ayudarle a controlar sus poderes. Elle hace un recuento de su triste pasado, que incluye: que accidentalmente provocó un incendio en la casa de su abuela cuando tenía seis años. Causó un apagón en cuatro condados en Ohio cuando tenía ocho. Paso su noveno cumpleaños en una de las salas de la Compañía con una batería de litio en su brazo. Ha vivido en las instalaciones de la Compañía durante dieciséis años, desde que se le diagnosticó como sociopata con delirios paranoicos. En los cuatro meses transcurridos desde que la Compañía capturó a Peter, parece haberse desarrollado una relación entre él y Elle, puesto que en una ocasión Peter y Elle se besan, pero esta casi al final del beso que se dieron le transmite a través de sus labios un poco de electricidad a Peter, y ella sonríe, como si fuera un beso dulce pero con un poco de dolor, tal vez para encender la pasión de Peter. Luego cuando Peter se escapa de las instalaciones con Adam, Elle dice que está "decepcionada" de Peter y se molesta hasta el punto de que ella lo ataca con sus máximos poderes incendiando la camisa de Peter durante su escape.
En el capítulo Cautionary Tales, cuando Claire es secuestrada por Bob, Elle es capturada al mismo tiempo por el señor Bennet. Durante el tiempo en que se encuentra presa Noah le dice a Elle que su padre permitió a la Compañía que realizara pruebas en ella, incluida su sometimiento a altas dosis de electricidad, que dio lugar a su extraña personalidad. Elle dice no tener ningún recuerdo de las pruebas, y Noah deja entrever que el Haitiano tuvo algo que ver con la eliminación de sus recuerdos. Horas después cuando se realiza el intercambio entre ella y Claire, Elle se reunió con Bob, y Claire momentáneamente se reunió con Noah y West, Elle ataca a West cuando este huye volando con Claire y luego trata de atacar a Bennet pero él le dispara primero en el brazo antes de que ella lo pudiera dañar, Bob corre a ayudar su hija mientras Mohinder mata al señor Bennet dándole un balazo en el ojo. Al final del episodio se ve a Elle conduciendo la furgoneta que contiene a ella, Bob y Mohinder. Bob intenta atender la herida vendada de Elle, pero ella lo empuja con una mirada de disgusto y desconfianza.
En el capítulo Truth and Consecuences, Bob regaña a Elle por permitir a West y a Claire a escapar, lo que indica que perdió la fe, confianza en ella. A fin de recuperar su confianza, Bob asigna a Elle a que vigile a Claire y a su familia mientras ellos se preparan para salir de la ciudad. Claire, sin embargo, reconoce a Elle a distancia, lo que provoca un enfrentamiento entre ellas.
En el capítulo Powerless, tras una discusión con su padre decide hablar con Noah para que le cuente todo sobre sus pruebas. Este le cuenta que su padre estuvo al mando todo el tiempo, diciendo "Mi niña es fuerte". Tras esto va a buscar información sobre ella en el despacho de su papá, pero al encontrarse con su archivo vacío, decide buscar en la computadora. Allí, viendo las cámaras de seguridad, se encuentra con que Sylar está en el laboratorio de Mohinder. Va a buscarlo para matarlo, intentando compensar a su padre por el fracaso con Claire. Cuando llega, le lanza un rayo eléctrico. Este la distrae pegando disparos a los cristales y corriendo por escapar mientras recibe otro rayo en la espalda. Va tras el y vuelve al rato, diciendo que se le escapó y que su padre la va a matar. Mohinder le explica que no lo cree, ya que salvó su vida, que ella era su héroe. Ante estas palabras ella se siente complacida y dice: "genial".
Villanos
Elle tiene una discusión con Bob por dejar escapar a Sylar, y cuando tiene un plan para atraparlo ve que su padre ha sido asesinado por Sylar, libera a Noah de su celda para que la ayude a atrapar a Sylar pero es atacada por Sylar quien al intentar abrirle la cabeza desata un campo de electricidad que libera a los villanos del nivel 5, después del entierro Angela Petrelli la despide de la compañía. Semanas después irrumpe en la casa de Claire buscando a Noah pues necesita su ayuda ya que no puede controlar su poder, va con Claire a buscar ayuda a Phinehearst en el avión causa turbulencias pero gracias a Claire no pasa nada, al llegar a Pinehearst y ver que Peter no tiene poderes, entra al lugar dejando solos a Claire y a Peter. En el capítulo villanos se muestra como se conocieron Sylar y Elle, ella iba en una misión con Noah y engaña a Gabriel haciéndose su amiga y salvándolo de morir ahorcado sintiéndose culpable cuando asesino al hombre con el poder de telekinesis, Elle le hace pensar que es su amiga, le lleva a un chico que puede explotar cosas con sus manos, pero Gabriel se enfurece y lo manda contra la pared, Elle asustada usa su poder y Gabriel al sentir algo por ella le perdona la vida y Elle sale asustada viendo con Noah como mata al chico pues ese era su cometido que se volviera ambicioso al querer obtener poderes y que no confiara en nadie más, cosa que Elle tuvo que hacer obligada. En el presente elle está encerrada en una celda de Pinehearst con Sylar con el que pelea para vengarse de su padre, pero terminan entendiéndose y los 2 se perdonan mutuamente, y Sylar toma el poder de Elle sin tener que matarla y Elle le enseña a usarlo, después van en una misión para secuestrar a Claire, Elle le dispara a Claire hiriéndola gravemente, pues nadie tiene poderes por el eclipse. Elle y Sylar se besan y hacen el amor, después Noah llega y le dispara a Elle en la pierna y Noah mata a Sylar en presencia de Elle, pero cuando termina el eclipse revive y van por Claire, pero Noah les daña la cabeza con verdades y cuando Sylar lo va a matar aparece Hiro y los teletransporta a una playa allí, Sylar recuerda lo que se convirtió gracias a Elle y le corta la cabeza matándola, después incinera su cuerpo.

## Habilidad
Elle tiene la capacidad de generar y manipular la electricidad, parece tener un excelente control sobre su habilidad, lo que le permite generar rayos eléctricos de diferente intensidad y darle a su objetivo con asombrosa precisión. Ha utilizado sus poderes para soldar un candado, explotar objetos, dejar a las personas inconscientes, e incluso matar a un hombre, sin embargo, Elle no es inmune a la electricidad que produce, como se muestra cuando el señor Bennet le mete los pies en la bañera del Mr. Muggles y los intentos de Elle de crear electricidad, hacen que ella misma se dé una 
fuerte descarga eléctrica, que le causa gran dolor. Sin embargo en la tercera temporada después de que Sylar tratara de matarla en el nivel 5 Elle perdió el control por completo de su habilidad.

## Personalidad
Durante una entrevista Kristen Bell, declaró que con Elle no estaría "claro si ella es buena o mala". En "Four Months Ago", Elle admitió haber sido diagnosticada como sociopata y anteriormente, ella había mostrado un comportamiento sádico como resultado de las pruebas hechas en ella cuando era niña. Bell explica, "los órganos no son capaces de soportar mucha electricidad y dolor, y por eso Elle esta psicológicamente un poco fuera de su eje de balance" Su sociopatia naturalmente se ha traducido en su poder para matar sin remordimiento aparente, aunque en el episodio "Cautionary Tales", reacciona a la defensiva cuando Mohinder pregunta a cuántos ha matado.
Durante una entrevista con thescifiworld.net, Tim Kring describió a Elle como "un poco fuera de si", y Kristen añadió que Elle tiene "un poco de confusión en la cabeza" y un conflicto muy particular porque no tiene la capacidad para distinguir entre el bien y el Mal. Debido a que, Elle se ve más como una víctima. Kristen también explica que Elle es uno de los pocos personajes con habilidades que acepta su poder y está casi a punto de volverse adicta a su capacidad. Ella se describe como alguien que "siempre consigue lo que quiere" y alguien que "no tiene muchas fronteras". Elle muestra un gran afecto a los hombres y hasta coquetea con Peter Petrelli y Mohinder Suresh.
Bell señaló las similitudes entre el carácter de Elle y de Claire Bennet, diciendo que "hay relación entre ambas" porque "son dos caras de una misma moneda", ya que, mientras que el papá de Elle permitido a la Compañía hacer pruebas en ella y así, supuestamente, provocando su inestabilidad mental, el papá de Claire, la escondió a ella, para prevenir que se convirtiera en alguien como Elle, en la infancia de Elle "realmente le fallaron". 

## Creación del personaje
En julio de 2007, después de la cancelación de Veronica Mars, la actriz Kristen Bell manifestó su interés en aparecer en Héroes por ser fan de la serie. Durante un viaje en tren de vuelta del Comic Con de San Diego con los actores de Héroes Zachary Quinto y Masi Oka y los escritores de la serie, estos últimos mencionaron que, si Bell "nunca hubiera deseado entrar en Héroes, nosotros la hubieramos llamado". Se anunció en agosto de 2007 que Kristen interpretaría Elle, una "misteriosa joven", con un "asombroso poder", por un total de trece episodios. El creador de Héroes, Tim Kring, explica el problema con el casting de Kristen: "No era fácil de lograr debido al gran elenco de la serie y las múltiples historias, pero encontramos una pequeña ventana en el calendario de Kristen Bell".